# Quest Software
Pour les articles homonymes, voir Quest.
Quest Software est un éditeur de logiciel américain créé en 1987.
Le titre était coté en bourse Nasdaq avec le code QSFT jusqu'à son rachat par Dell en 2016.

## Activités
Les principaux produits concernent la gestion des applications, la gestion des données, la virtualisation et la gestion des systèmes Windows.

## Histoire
Quest a été racheté par Dell en septembre 2012 et rebaptisé Dell Software . 
En septembre 2016, Dell a revendu sa division Dell Software, à Francisco Partners et Elliott Management Corporation. La société a repris son nom initial de Quest Software.